# Cladonia stygia
Cladonia stygia (Fr.) Ruoss (1985), è una specie di lichene appartenente al genere Cladonia,  dell'ordine Lecanorales.
Il nome proprio deriva dal latino stygius, che significa infernale, mortifero, funesto; non ne è chiaro il motivo.

## Caratteristiche fisiche
Il sistema di riproduzione è principalmente asessuato, attraverso la frammentazione del tallo. Il fotobionte è principalmente un'alga verde delle Trentepohlia.

## Habitat
Questa specie si adatta soprattutto a climi di tipo temperato fresco. Predilige un pH del substrato da molto acido a valori intermedi fra molto acido e subneutro puro. Il bisogno di umidità è igrofitico.

## Località di ritrovamento
La specie è stata rinvenuta nelle seguenti località:
- Canada (Columbia Britannica, Manitoba, Nuovo Brunswick);
- USA (Michigan, Wisconsin, New York, Vermont);
- Germania (Baviera, Sassonia-Anhalt, Baden-Württemberg);
- Austria (Carinzia);
- Danimarca, Gran Bretagna, Groenlandia, Isole Svalbard, Lituania, Norvegia, Repubblica Ceca, Spagna, Svezia.

In Italia questa specie di Cladonia è pressoché inesistente: 
- Trentino-Alto Adige, non è stata rinvenuta
- Val d'Aosta, estremamente rara in pochissime località delle valli valdostane
- Piemonte, non è stata rinvenuta
- Lombardia, non è stata rinvenuta
- Veneto, non è stata rinvenuta
- Friuli, non è stata rinvenuta
- Emilia-Romagna, non è stata rinvenuta
- Liguria, non è stata rinvenuta
- Toscana, non è stata rinvenuta
- Umbria, non è stata rinvenuta
- Marche, non è stata rinvenuta
- Lazio, non è stata rinvenuta
- Abruzzo, non è stata rinvenuta
- Molise, non è stata rinvenuta
- Campania, non è stata rinvenuta
- Puglia, non è stata rinvenuta
- Basilicata, non è stata rinvenuta
- Calabria, non è stata rinvenuta
- Sicilia, non è stata rinvenuta
- Sardegna, non è stata rinvenuta.[2]

## Tassonomia
Questa specie appartiene alla sezione Cladina; a tutto il 2008 non sono state identificate forme, sottospecie e varietà.